# Список дипломатичних місій Таджикистану

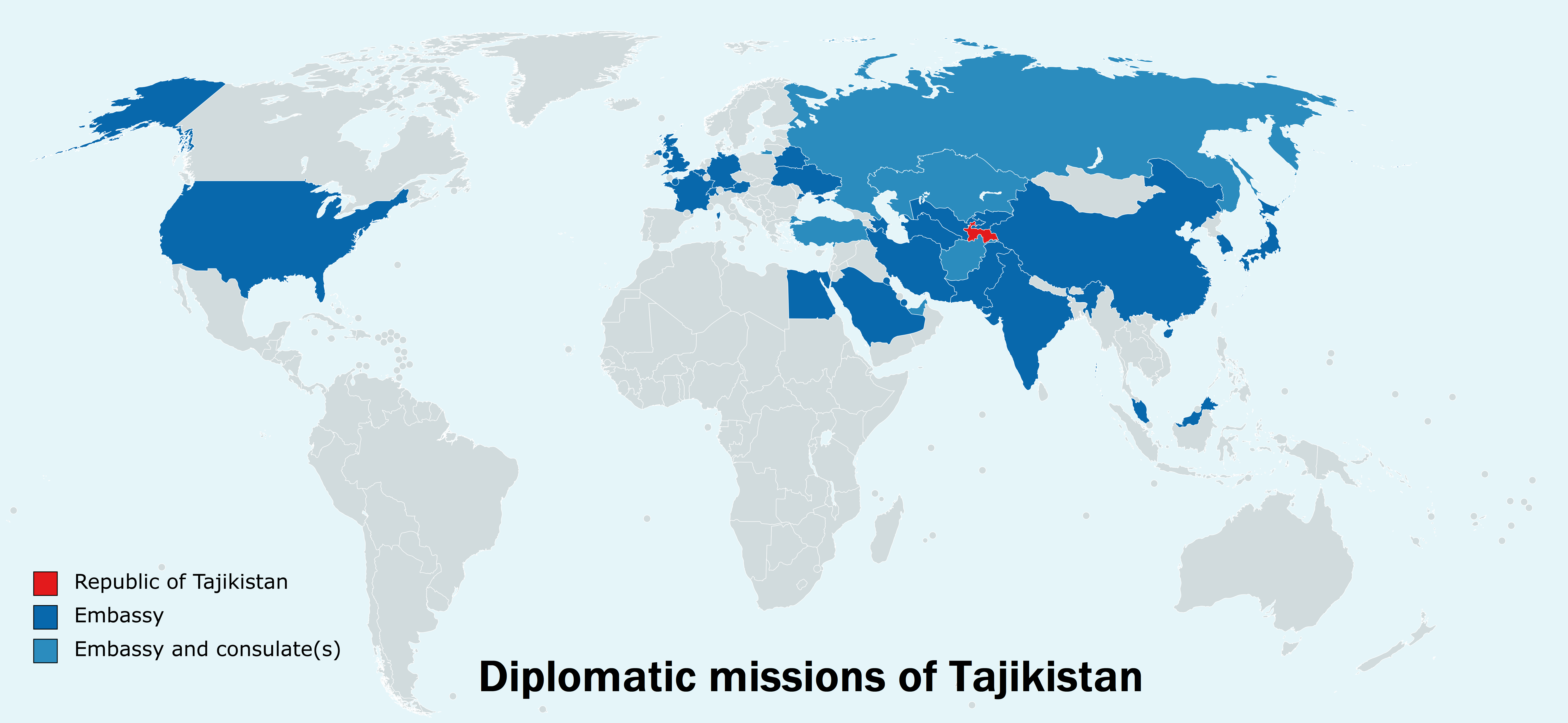
Дипломатичні місії Таджикистану

Список дипломатичних місій Таджикистану, без урахування почесних консульств. 

## Європа
- Австрія
  - Відень (Посольство)
- Білорусь
  - Мінськ (Посольство)
- Бельгія
  - Брюссель (Посольство)
- Велика Британія
  - Лондон (Посольство)
- Німеччина
  - Берлін (Посольство)
- Росія
  - Москва (Посольство)
- Україна

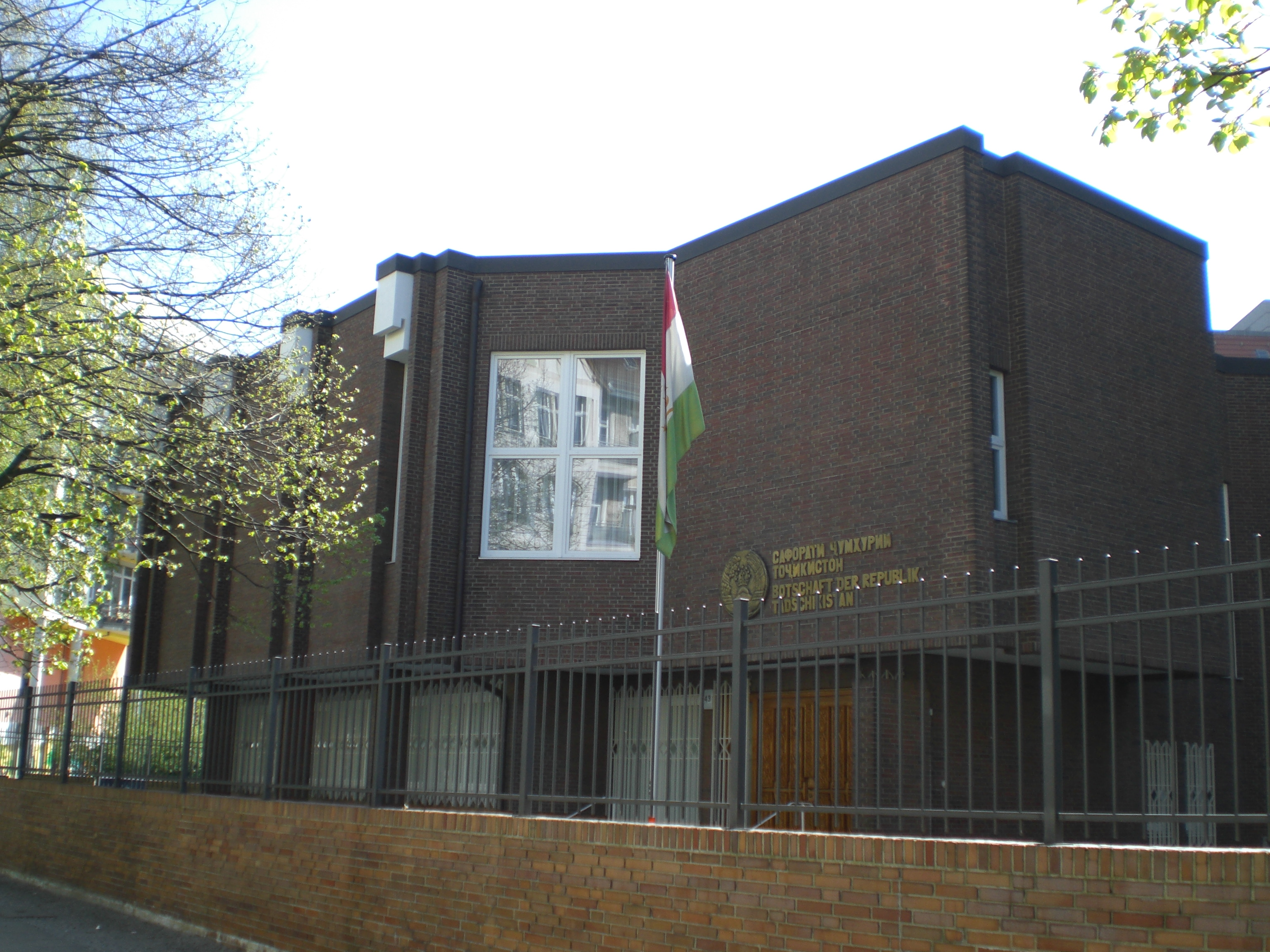
Посольство Таджикистану в Берліні

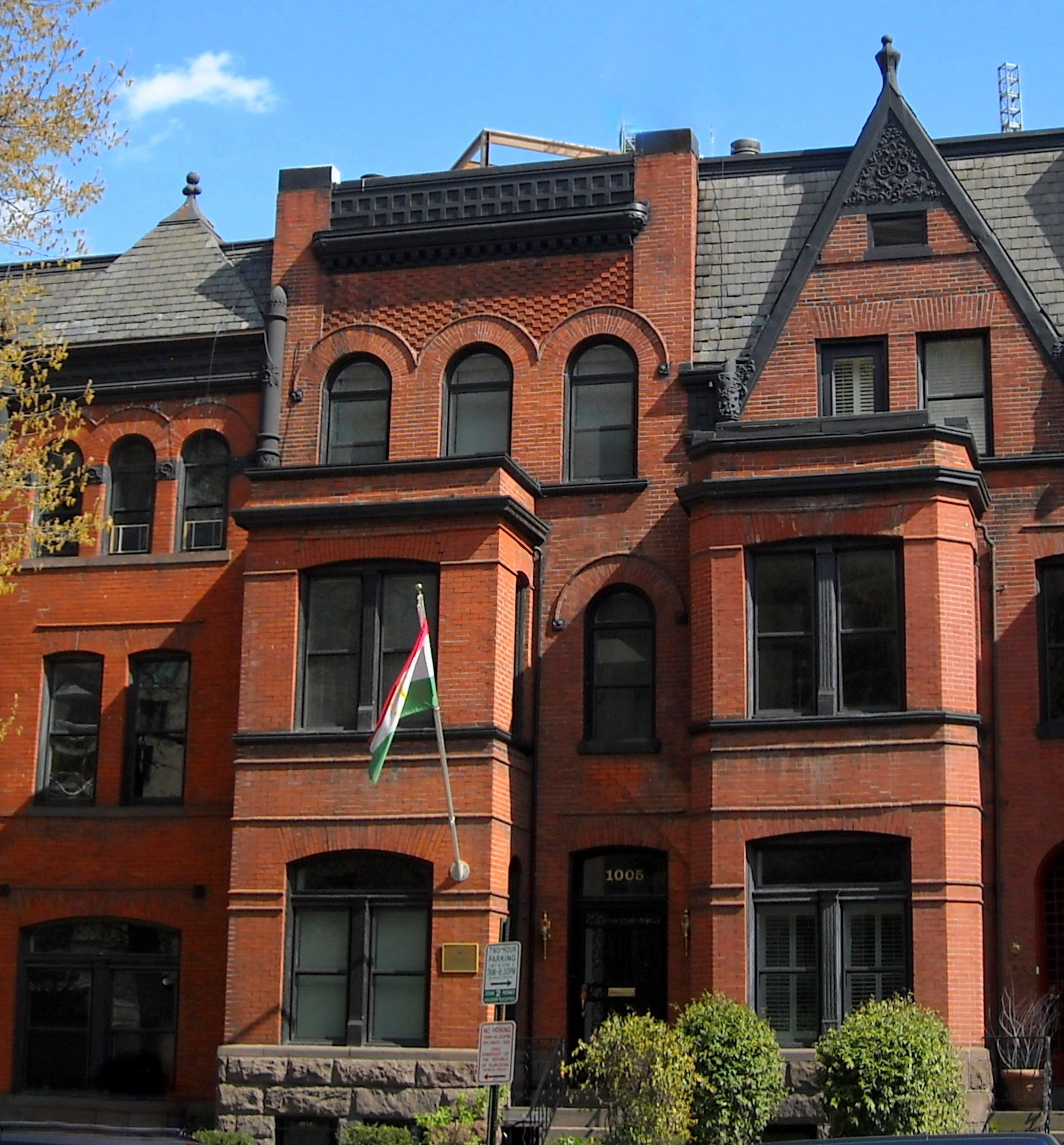
Посольство Таджикистану у Вашингтоні

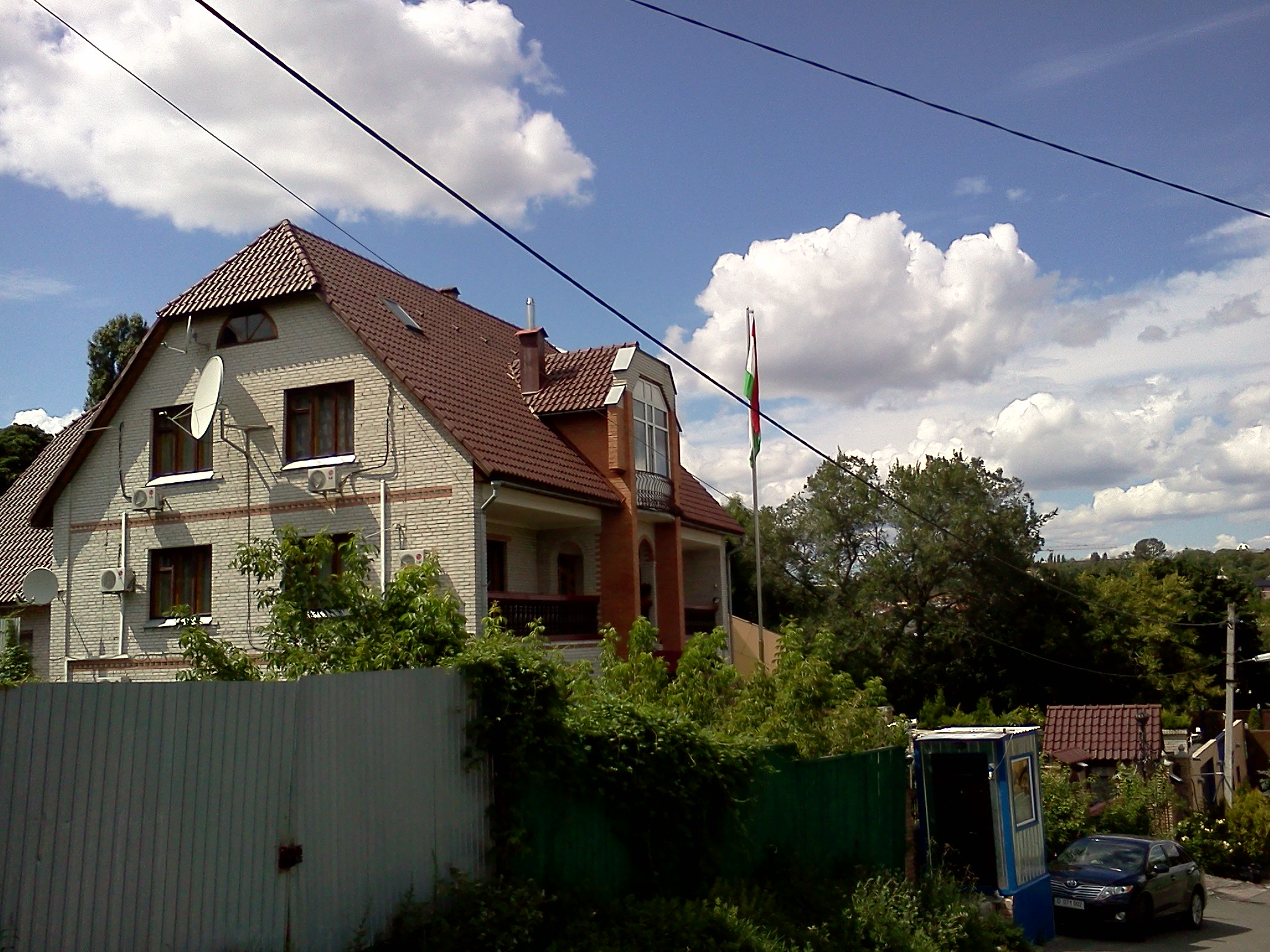
Посольство Таджикистану в Києві

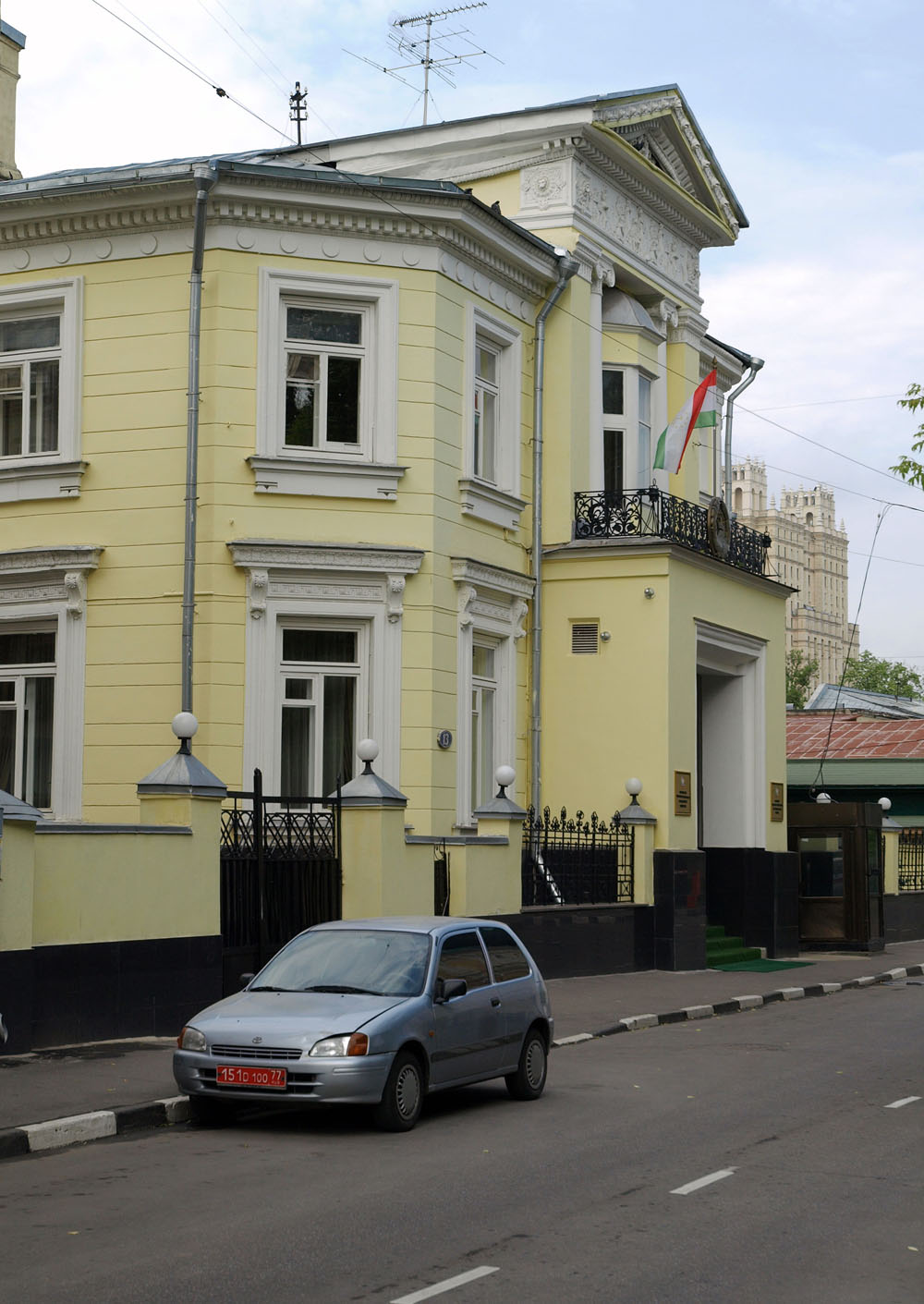
Посольство Таджикистану в Москві

  - Київ (Посольство Таджикистану в Україні)

## Північна Америка
- США
  - Вашингтон (Посольство)

## Азія
- Афганістан
  - Кабул (Посольство)
  - Мазарі-Шариф (Генеральне консульство)
- Азербайджан
  - Баку (Посольство)
- КНР
  - Пекін (Посольство)
- Індія
  - Нью-Делі (Посольство)
- Іран
  - Тегеран (Посольство)
- Японія
  - Токіо (Посольство)
- Казахстан
  - Астана (Посольство)
  - Алмати (Консульство)
- Киргизстан
  - Бішкек (Посольство)
- Пакистан
  - Ісламабад (Посольство)
  - Карачі (Консульство)
- Туреччина
  - Анкара (Посольство)
- Туркменістан
  - Ашхабад (Посольство)
- ОАЕ
  - Дубаї (Консульство)
- Узбекистан
  - Ташкент (Посольство)

## Міжнародні організації
- - Нью-Йорк (Представництво в ООН)